# Hemerotrecha branchi
Espèce
Hemerotrecha branchi est une espèce de solifuges de la famille des Eremobatidae.

## Distribution
Cette espèce est endémique des États-Unis. Elle se rencontre en Californie, au Nevada, en Arizona et au Nouveau-Mexique.

## Description
Le mâle holotype mesure 11,0 mm.

## Étymologie
Cette espèce est nommée en l'honneur de Jefferson H. Branch.

## Publication originale
- Muma, 1951 : The Arachnid order Solpugida in the United States. Bulletin of the American Museum of Natural History, no 97, p. 31-141 (texte intégral).